# Larvamimidae
Larvamima es un género de ácaros emplazado en su propia familia, Larvamimidae, del orden Mesostigmata. Larvamima contiene cuatro especies reconocidas:

## Especies
- Larvamima marianae R. J. Elzinga, 1993
- Larvamima carli Elzinga, 1993
- Larvamima cristata Elzinga, 1993
- Larvamima schneirlai Elzinga, 1993